# Marta Louisa Norská
Princezna Märtha Louise Norská (* 22. září 1971 Oslo) je norská samozvaná jasnovidka, podnikatelka a členka širší norské královské rodiny, ačkoli není členkou královského rodu a nemá žádnou veřejnou roli.
Narodila se v Oslu v roce 1971 tehdejšímu princi Haraldovi a bývalé Sonje Haraldsenové, rodem prosté občance. V té době neměla žádná dědická práva na norský trůn. To se změnilo v roce 1990, kdy byla zařazena do linie následnictví norského trůnu, kde je aktuálně čtvrtá. Její otec se stal králem v roce 1991. I když je součástí širší královské rodiny, není členem královského rodu.
Märtha Louise je aktivní jako podnikatelka a alternativní terapeutka a nevykonává oficiální závazky jménem královského rodu. V letech 2007 až 2018 vedla vlastní centrum alternativní terapie, v Norsku běžně známé jako „andělská škola“ (norsky: engleskolen), které se zaměřovalo na jasnovidectví a komunikaci s anděly a mrtvými. V letech 2002 až 2017 byla vdaná za spisovatele a umělce Ariho Behna. V květnu 2019 veřejně oznámila svůj romantický vztah a profesionální spolupráci s Durekem Verrettem, konspiračním teoretikem a samozvaným šamanem, který si odpykával čas ve vězení a který byl norskými médii a dalšími kritiky označen za podvodníka. Verrett byl v roce 2024 v článku MSN zařazen mezi „20 slavných konspiračních teoretiků“ vedle Davida Ickeho a Alexe Jonese.
V rámci svého stažení do soukromého profesního života ztratila Märtha Louise v roce 2002 oslovení „Královská Výsost“. V Norsku často čelí kritice za svá tvrzení, že je jasnovidka a je obviňována z komerčního zneužívání své ústavní role a titulu princezny, přičemž se často ozývají hlasy volající po tom, aby jí byl odebrán titul a místo v linii následnictví. Ze stejného důvodu se stala v Norsku relativně nepopulární. Má antagonistický vztah k médiím, což ji vedlo k tomu, že v roce 2024 vyhlásila totální bojkot norských médií. V roce 2019 královský rod oznámil, že ve svých obchodních aktivitách jako jasnovidka již nebude používat titul princezny. V roce 2022 se vzdala zbývajících královských povinností, aby se mohla soustředit na alternativní medicínu. Následně však byla kritizována za pokračující komerční využívání titulu „princezna“ a za úmyslné nerespektování dohody nevyužívat titulu „princezna“ nebo příbuzenského spojení s královskou rodinou v jakýchkoli komerčních aktivitách, rozhovorech nebo jiných veřejných aktivitách. Většina Norů podporuje odebrání jejího titulu. Märtha Louise obvinila bývalé přátele z „rasismu“ kvůli jejich kritice Verretta. Verrettova sestra Demi DeLaNuit ji kritizovala za zneužití jejího titulu k zastrašování.

## Manželství a rodina
Dne 24. května 2002 se v Trondheimu provdala za spisovatele Ariho Behna (1972–2019). Pár měl tři dcery: Maud Angelicu, Leah Isadoru a Emmu Tallulah; z nichž ani jedna nemá titul. Rodina žila v Islingtonu v Londýně a Lommedalenu v Bærumu. Emma Tallulah Behnová je juniorskou členkou národního jezdeckého týmu a během norského národního mistrovství ve skocích v roce 2021 získala bronzovou medaili.
V roce 2016 královský dvůr oznámil, že Märtha Louise a Behn budou mít společnou péči o své tři dcery. Pár se rozvedl v roce 2017. Ari Behn dobrovolně ukončil svůj život na Štědrý den roku 2019.
V květnu 2019 princezna oznámila, že je ve vztahu s americkým občanem, samozvaným šamanem jménem Durek Verrett (* 17. listopadu 1974). V Norsku čelí silné kritice a norskými médii a dalšími kritiky je označován za podvodníka. Společně zorganizovali semináře s názvem „Princezna a šaman“, které byly také široce kritizovány. Konkrétně dvojice tvrdila, že rakovina je věcí volby. Prodávají online medailony, které údajně chrání před covidem-19, bez jakýchkoli vědeckých důkazů, které by taková tvrzení podporovaly.
Märtha Louise tvrdí, že je schopná komunikovat s anděly. Verrett také tvrdí, že byl duchovně zasvěcen Američankou, která si říká „princezna Susana von Radić z Chorvatska“. V červnu 2022 princezna oznámila, že se s Verrettem zasnoubili. Vzali se na soukromém obřadu dne 31. srpna 2024 v Geirangeru. Verrett byl v roce 2024 v článku MSN zařazen mezi „20 slavných konspiračních teoretiků“ vedle Davida Ickeho a Alexe Jonese.

## Tituly a vyznamenání
- 1971–2002: Její královská Výsost princezna Märtha Louisa Norská
- 2002–dosud: Její Výsost princezna Märtha Louisa Norská[23]

Dne 8. listopadu 2022 Märtha Louise oznámila, že již nebude mít královské povinnosti v rámci norského královského rodu, ale ponechá si titul norské princezny.

## Vývod z předků
|                     |                       |  |                  |                       |  |  |  |  |  |  |  | Frederik VIII. Dánský |
|                     |                       |  |                  |                       |  |  |  |  |  |  |  |                       |
|                     | Haakon VII.           |  |                  |                       |  |  |  |  |  |  |  |                       |
|                     |                       |  |                  |                       |  |  |  |  |  |  |  |                       |
|                     |                       |  |                  | Luisa Švédská         |  |  |  |  |  |  |  |                       |
|                     |                       |  |                  |                       |  |  |  |  |  |  |  |                       |
|                     | Olaf V. Norský        |  |                  |                       |  |  |  |  |  |  |  |                       |
|                     |                       |  |                  |                       |  |  |  |  |  |  |  |                       |
|                     |                       |  |                  | Eduard VII. Britský   |  |  |  |  |  |  |  |                       |
|                     |                       |  |                  |                       |  |  |  |  |  |  |  |                       |
|                     | Maud z Walesu         |  |                  |                       |  |  |  |  |  |  |  |                       |
|                     |                       |  |                  |                       |  |  |  |  |  |  |  |                       |
|                     |                       |  |                  | Alexandra Dánská      |  |  |  |  |  |  |  |                       |
|                     |                       |  |                  |                       |  |  |  |  |  |  |  |                       |
|                     | Harald V. Norský      |  |                  |                       |  |  |  |  |  |  |  |                       |
|                     |                       |  |                  |                       |  |  |  |  |  |  |  |                       |
|                     |                       |  |                  | Oskar II. Švédský     |  |  |  |  |  |  |  |                       |
|                     |                       |  |                  |                       |  |  |  |  |  |  |  |                       |
|                     | Karel Švédský         |  |                  |                       |  |  |  |  |  |  |  |                       |
|                     |                       |  |                  |                       |  |  |  |  |  |  |  |                       |
|                     |                       |  |                  | Žofie Nasavská        |  |  |  |  |  |  |  |                       |
|                     |                       |  |                  |                       |  |  |  |  |  |  |  |                       |
|                     | Marta Švédská         |  |                  |                       |  |  |  |  |  |  |  |                       |
|                     |                       |  |                  |                       |  |  |  |  |  |  |  |                       |
|                     |                       |  |                  | Frederik VIII. Dánský |  |  |  |  |  |  |  |                       |
|                     |                       |  |                  |                       |  |  |  |  |  |  |  |                       |
|                     | Ingeborg Dánská       |  |                  |                       |  |  |  |  |  |  |  |                       |
|                     |                       |  |                  |                       |  |  |  |  |  |  |  |                       |
|                     |                       |  |                  | Luisa Švédská         |  |  |  |  |  |  |  |                       |
|                     |                       |  |                  |                       |  |  |  |  |  |  |  |                       |
| Marta Louisa Norská |                       |  |                  |                       |  |  |  |  |  |  |  |                       |
|                     |                       |  |                  |                       |  |  |  |  |  |  |  |                       |
|                     |                       |  | Harald V. Norský |                       |  |  |  |  |  |  |  |                       |
|                     |                       |  |                  |                       |  |  |  |  |  |  |  |                       |
|                     |                       |  |                  |                       |  |  |  |  |  |  |  |                       |
|                     |                       |  |                  |                       |  |  |  |  |  |  |  |                       |
|                     |                       |  |                  | Sonja Norská          |  |  |  |  |  |  |  |                       |
|                     |                       |  |                  |                       |  |  |  |  |  |  |  |                       |
|                     | Karl August Haraldsen |  |                  |                       |  |  |  |  |  |  |  |                       |
|                     |                       |  |                  |                       |  |  |  |  |  |  |  |                       |
|                     |                       |  |                  | Harald V. Norský      |  |  |  |  |  |  |  |                       |
|                     |                       |  |                  |                       |  |  |  |  |  |  |  |                       |
|                     |                       |  |                  |                       |  |  |  |  |  |  |  |                       |
|                     |                       |  |                  |                       |  |  |  |  |  |  |  |                       |
|                     |                       |  |                  | Sonja Norská          |  |  |  |  |  |  |  |                       |
|                     |                       |  |                  |                       |  |  |  |  |  |  |  |                       |
|                     | Sonja Norská          |  |                  |                       |  |  |  |  |  |  |  |                       |
|                     |                       |  |                  |                       |  |  |  |  |  |  |  |                       |
|                     |                       |  |                  | Harald V. Norský      |  |  |  |  |  |  |  |                       |
|                     |                       |  |                  |                       |  |  |  |  |  |  |  |                       |
|                     |                       |  |                  |                       |  |  |  |  |  |  |  |                       |
|                     |                       |  |                  |                       |  |  |  |  |  |  |  |                       |
|                     |                       |  |                  | Sonja Norská          |  |  |  |  |  |  |  |                       |
|                     |                       |  |                  |                       |  |  |  |  |  |  |  |                       |
|                     | Dagny Haraldsen       |  |                  |                       |  |  |  |  |  |  |  |                       |
|                     |                       |  |                  |                       |  |  |  |  |  |  |  |                       |
|                     |                       |  |                  | Harald V. Norský      |  |  |  |  |  |  |  |                       |
|                     |                       |  |                  |                       |  |  |  |  |  |  |  |                       |
|                     |                       |  |                  |                       |  |  |  |  |  |  |  |                       |
|                     |                       |  |                  |                       |  |  |  |  |  |  |  |                       |
|                     |                       |  |                  | Sonja Norská          |  |  |  |  |  |  |  |                       |
|                     |                       |  |                  |                       |  |  |  |  |  |  |  |                       |